# Dreiband-Weltmeisterschaft für Nationalmannschaften 1996

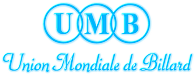
Logo UMB (ausrichtender Verband)

Veranstaltungsort: Viersen

Die Dreiband-Weltmeisterschaft für Nationalmannschaften 1996 war die 10. Auflage dieses Turniers, das seit 1981 in der Regel jährlich in der Billardvariante Dreiband ausgetragen wird. Sie fand vom 1. bis zum 4. Februar 1996 in Viersen statt.

## Spielmodus
Es nahmen 12 Mannschaften am Turnier teil. Jedes Team bestand aus zwei Spielern. Gespielt wurde in 4 Gruppen. In den Gruppen spielte jeder Spieler gegen beide Gegner. Die vier Gruppensieger erreichten das Halbfinale.
Gespielt wurde das ganze Turnier auf 2 Gewinnsätze. Dänemark verteidigt Titel. Spanien war im Turnier ungeschlagen und verlor nur das Halbfinale mit 5:7 Partiepunkten. Die BWA-Profis waren weiter nicht zur Weltmeisterschaft zugelassen.
Bei Punktegleichstand wird wie folgt gewertet:
1. Matchpunkte (MP)
2. Satzverhältnis (SV)
3. Mannschafts-Generaldurchschnitt (MGD)

## Teilnehmer
| Nation          | Gruppe | Spieler 1            | Spieler 2        |
| --------------- | ------ | -------------------- | ---------------- |
| Ägypten         | C      | Hisham Saad          | Ihab El Messery  |
| Belgien         | D      | Jozef Philipoom      | Johan Claessen   |
| Dänemark        | A      | Dion Nelin           | Hans Laursen     |
| Deutschland 1   | C      | Martin Horn          | Stefan Galla     |
| Deutschland 2   | B      | Johann Schirmbrand   | Ralf Bohn        |
| Japan           | C      | Jougi Kai            | Reiji Ichinose   |
| Mexiko          | A      | José Paniagua        | Arturo Bone      |
| Niederlande     | B      | John Tijssens        | André Vermeer    |
| Österreich      | D      | Gerhard Kostistansky | Andreas Efler    |
| Portugal        | A      | Jorge Theriaga       | Egedio Vieira    |
| Schweden        | B      | Björn Lohmander      | Lennart Blomdahl |
| Spanien Spanien | D      | Daniel Sánchez       | José Quetglas    |

## Gruppenphase
Die Gruppenersten zogen ins Halbfinale ein.

### Gruppe A
| Platz | Nation   | Sp. | G-U-V | MP  | PP  | SV    | MGD   | BEMD  |
| ----- | -------- | --- | ----- | --- | --- | ----- | ----- | ----- |
| 1     | Dänemark | 2   | 1-1-0 | 3:1 | 5:3 | 14:10 | 1,168 | 1,219 |
| 2     | Portugal | 2   | 0-2-0 | 2:2 | 4:4 | 14:10 | 1,097 | 1,182 |
| 3     | Mexiko   | 2   | 0-1-1 | 1:3 | 3:5 | 8:16  | 0,995 | 1,030 |

| Datum    | Nation 1 | MP  | PP  | SV  | Nation 2 |
| -------- | -------- | --- | --- | --- | -------- |
| 1.2.1996 | Portugal | 1:1 | 2:2 | 7:5 | Mexiko   |
| 2.2.1996 | Dänemark | 2:0 | 3:1 | 9:3 | Mexiko   |
| 3.2.1996 | Dänemark | 1:1 | 2:2 | 5:7 | Portugal |

### Gruppe B
| Platz | Nation        | Sp. | G-U-V | MP  | PP  | SV    | MGD   | BEMD  |
| ----- | ------------- | --- | ----- | --- | --- | ----- | ----- | ----- |
| 1     | Niederlande   | 2   | 2-0-0 | 4:0 | 6:2 | 16:8  | 1,007 | 1,025 |
| 2     | Schweden      | 2   | 1-0-1 | 2:2 | 4:4 | 11:13 | 0,842 | 0,812 |
| 3     | Deutschland 2 | 2   | 0-0-2 | 0:4 | 2:6 | 9:15  | 0,842 | -     |

| Datum           | Nation 1    | MP  | PP  | SV  | Nation 2      |
| --------------- | ----------- | --- | --- | --- | ------------- |
| 1. Februar 1996 | Schweden 2  | 2:0 | 3:1 | 8:4 | Deutschland 2 |
| 2. Februar 1996 | Niederlande | 2:0 | 3:1 | 7:5 | Deutschland 2 |
| 3. Februar 1996 | Niederlande | 2:0 | 3:1 | 9:3 | Schweden      |

### Gruppe C
| Platz | Nation        | Sp. | G-U-V | MP  | PP  | SV    | MGD   | BEMD  |
| ----- | ------------- | --- | ----- | --- | --- | ----- | ----- | ----- |
| 1     | Japan         | 2   | 2-0-0 | 4:0 | 6:2 | 19:5  | 1,024 | 1,141 |
| 2     | Deutschland 1 | 2   | 1-0-1 | 2:2 | 4:4 | 12:12 | 1,000 | 1,112 |
| 3     | Ägypten       | 2   | 0-0-2 | 0:4 | 2:6 | 5:19  | 0,750 | -     |

| Datum           | Nation 1      | MP  | PP  | SV   | Nation 2 |
| --------------- | ------------- | --- | --- | ---- | -------- |
| 1. Februar 1996 | Japan         | 2:0 | 3:1 | 10:2 | Ägypten  |
| 2. Februar 1996 | Deutschland 1 | 2:0 | 3:1 | 9:3  | Ägypten  |
| 3. Februar 1996 | Deutschland 1 | 0:2 | 1:3 | 3:9  | Japan    |

### Gruppe D
| Platz | Nation     | Sp. | G-U-V | MP  | PP  | SV    | MGD   | BEMD  |
| ----- | ---------- | --- | ----- | --- | --- | ----- | ----- | ----- |
| 1     | Spanien    | 2   | 2-0-0 | 4:0 | 7:1 | 18:6  | 1,137 | 1,175 |
| 2     | Belgien    | 2   | 1-0-1 | 2:2 | 3:5 | 11:13 | 0,962 | 0,940 |
| 3     | Österreich | 2   | 0-0-2 | 0:4 | 2:6 | 7:17  | 0,902 | -     |

| Datum           | Nation 1   | MP  | PP  | SV  | Nation 2   |
| --------------- | ---------- | --- | --- | --- | ---------- |
| 1. Februar 1996 | Österreich | 0:2 | 1:3 | 3:9 | Spanien    |
| 2. Februar 1996 | Belgien    | 2:0 | 3:1 | 8:4 | Österreich |
| 3. Februar 1996 | Belgien    | 0:2 | 0:4 | 3:9 | Spanien    |

## Finalrunde
|  | Halbfinale (Best of 3)       | Halbfinale (Best of 3) |                    |                    | Finale (Best of 3) | Finale (Best of 3) |
|  |                              |                        |                    |                    |                    |                    |
|  | Niederlande                  | 0:2/1:3/5:7/1,060      |                    |                    |                    |                    |
|  | Dänemark                     | 2:0/3:1/7:5/1,050      |                    |                    |                    |                    |
|  | 4. Februar 1996              |                        |                    |                    |                    |                    |
|  |                              |                        | 4. Februar 1996    |                    |                    |                    |
|  | Dänemark                     | 2:0/4:0/12:0/1,395     |                    |                    |                    |                    |
|  |                              | Japan                  | 0:2/0:4/0:12/0,829 |                    |                    |                    |
|  |                              |                        |                    |                    |                    |                    |
|  | Spiel um Platz 3 (Best of 3) |                        |                    |                    |                    |                    |
|  | 4. Februar 1996              | 4. Februar 1996        | Niederlande        | 0:2/0:4/0:12/0,666 |                    |                    |
|  | Japan                        | 1:1/2:2/7:5/1,409      | Spanien            | 2:0/4:0/12:0/1,463 |                    |                    |
|  | Spanien                      | 1:1/2:2/5:7/1,126      |                    |                    | 4. Februar 1996    | 4. Februar 1996    |

## Abschlusstabelle
| MP    | Match Punkte (Sieger = 2; Unentschieden = 1; Verlierer = 0) |
| SV    | Satzverhältnis (nur bei Turnieren im Satzsystem)            |
| Pkte. | Erzielte Karambolagen                                       |
| Aufn. | benötigte Aufnahmen                                         |
| GD    | Generaldurchschnitt                                         |
| MGD   | Mannschafts-Generaldurchschnitt                             |
| BED   | Bester Einzeldurchschnitt eines Spielers                    |
| BEMD  | Bester Einzeldurchschnitt einer Mannschaft                  |
| BSD   | Bester Satzdurchschnitt eines Spielers                      |
| HS    | Höchstserie                                                 |
| WRP   | Weltranglistenpunkte                                        |

| Platz | Nation        | Sp. | G-U-V | MP  | PP   | SV    | Pkt. | Aufn. | MGD   | BEMD  |
| ----- | ------------- | --- | ----- | --- | ---- | ----- | ---- | ----- | ----- | ----- |
| 1     | Dänemark      | 4   | 3-1-0 | 7:1 | 12:4 | 26:13 | 508  | 430   | 1,181 | 1,395 |
| 2     | Japan         | 4   | 2-1-1 | 5:3 | 8:8  | 19:17 | 444  | 416   | 1,067 | 1,409 |
| 3     | Spanien       | 4   | 3-1-0 | 7:1 | 13:3 | 27:11 | 500  | 417   | 1,199 | 1,463 |
| 4     | Niederlande   | 4   | 2-0-2 | 4:4 | 9:7  | 17:21 | 445  | 462   | 0,963 | 1,025 |
| 5     | Portugal      | 2   | 0-2-0 | 2:2 | 4:4  | 12:10 | 271  | 247   | 1,097 | 1,182 |
| 6     | Deutschland 1 | 2   | 1-0-1 | 2:2 | 4:4  | 10:10 | 228  | 228   | 1,000 | 1,112 |
| 7     | Schweden      | 2   | 1-0-1 | 2:2 | 4:4  | 9:10  | 225  | 267   | 0,842 | 0,812 |
| 8     | Belgien       | 2   | 1-0-1 | 2:2 | 3:5  | 10:12 | 257  | 267   | 0,962 | 0,940 |
| 9     | Deutschland 2 | 2   | 0-0-2 | 0:4 | 2:6  | 9:14  | 257  | 305   | 0,842 | –     |
| 10    | Mexiko        | 2   | 0-1-1 | 1:3 | 3:5  | 8:13  | 239  | 240   | 0,995 | –     |
| 11    | Österreich    | 2   | 0-0-2 | 0:4 | 2:6  | 7:14  | 221  | 245   | 0,902 | –     |
| 12    | Ägypten       | 2   | 0-0-2 | 0:4 | 2:6  | 5:14  | 196  | 261   | 0,750 | –     |